# Isabel Pisano
Isabel Pisano Calistro (ur. 1944 w Montevideo) – urugwajska aktorka, scenarzystka, publicystka, pisarka i dziennikarka.

## Kariera
Jako aktorka pracowała u reżyserów argentyńskich i włoskich. Wystąpiła w westernie Savage Pampas (1966) z Robertem Taylorem, komediodramacie Club de solteros (1967), dramacie Uszminkowane usta (Boquitas pintadas, 1974) jako Celina Etchepare, Casanovie (1976) Felliniego czy dreszczowcu Bigasa Luny Bilbao (1978) w roli tytułowej.
Jako korespondentka wojenna z ramienia włoskiej telewizji RAI i hiszpańskiego dziennika „El Mundo” zajmowała się konfliktami w Palestynie, Libanie, Czadzie, Iraku, Bośni i Hercegowinie, Somalii. Napisała także liczne reportaże dla Marie Claire, Oggi i Il Giornale. Była jednym z ostatnich korespondentów prasowych, który pozostawał w Bagdadzie podczas trwania Operacji Pustynna Burza. 
Otrzymała medal hiszpańskiego Ministerstwa Kultury i została wybrana „najlepszą dziennikarką 2002 roku” przez hiszpańskie stowarzyszenie branży dziennikarskiej ARI.
Opublikowała wiele książek, głównie relacji z wywiadów, w tym Ja, terrorysta! i kontrowersyjnej Dziwki, do ostatniej napisała również scenariusz i która doczekała się ekranizacji filmowej w reżyserii Marii Lidon. Przeprowadzała rozmowy z głowami wielu państw. Z takich rozmów zrodziła się m.in. biografia szefa OWP Jasera Arafata jej autorstwa.

## Życie prywatne
Jest wdową po argentyńskim kompozytorze, dyrygentem i aranżerem muzyki filmowej Waldo de los Ríosie, który zmarł 28 marca 1977. Przez 12 lat była towarzyszką życia szefa OWP Jasera Arafata.

## Książki
- Isabel Pisano: Trilogía de perversos. Huerga & Fierro, 1995. ISBN 978-84-666-4167-8. Brak numerów stron w książce
- Isabel Pisano: Yo puta - Hablan las prostitutas. Plaza & Janés, 2001. ISBN 84-9759-297-2. Brak numerów stron w książce
- Isabel Pisano: El Amado Fantasma. Plaza & Janés, 2002. ISBN 84-01-37790-0. Brak numerów stron w książce
- Isabel Pisano: La Sospecha: El Complot Que Amenaza La Sociedad Actual. Belacqva, 2003. ISBN 84-95894-53-X. Brak numerów stron w książce
- Isabel Pisano: Yo Terrorista. Plaza & Janés, 2004. ISBN 84-01-37882-6. Brak numerów stron w książce
- Isabel Pisano: Yasir Arafat: La pasion de un líder. Ediciones B., 2006. ISBN 84-666-2510-0. Brak numerów stron w książce
- Isabel Pisano: El papiro de Sept. Ediciones B., 2009. ISBN 978-84-666-4167-8. Brak numerów stron w książce

Wydania polskie
- Isabel Pisano: Dziwka. Bellona, 2001. ISBN 83-1110-109-4. Brak numerów stron w książce
- Isabel Pisano: Ja, terrorysta! Rozmowy ze współczesnym katem. Wołoszański, 2005. ISBN 83-89344-11-4. Brak numerów stron w książce
- Isabel Pisano, Mario Escobar Golderos: Spisek Maine / Ja, terrorysta!. Wołoszański, 2007. ISBN 978-83-89344-43-4. Brak numerów stron w książce
- Isabel Pisano: Córy nocy. Bellona, 2013. ISBN 978-83-11-12609-1. Brak numerów stron w książce